# Мильтиад (папа римский)
Мильтиа́д (Мельхиа́д, Мильциа́д) (лат. Miltiades; ? — 11 января 314) — епископ Рима с 2 июля 311 года по 11 января 314 года.

## Происхождение
Согласно Liber Pontificalis, Мильтиад был африканцем, выходцем из Северной Африки, возможно, из Берберы, хотя учёный Ричард П. Макбрайен утверждает, что он был римлянином.

## Понтификат
Его выборы ознаменовали конец периода Sede Vacante, продолжительностью от смерти папы Евсевия 17 августа 310 года или, по другим данным, 309 года, вскоре после того, как император Максенций сослал Евсевия на Сицилию.
Во время понтификата Мильтиада, в октябре 312 года, Константин I разбил Максенция и взял под свой контроль Рим. Константин предоставил папе Латеранский дворец, который отныне стал папской резиденцией и центром управления церковью. В начале 313 года Константин и его соправитель Лициний достигли соглашения в Милане, составив Миланский эдикт, по которому провозглашалась свобода вероисповедания для христиан и представителей других религий и восстановление церковного имущества.

## Смерть
Позже, в 313 году, Мильтиад председательствовал на Латеранском соборе в Риме, который оправдал Цецилиана Карфагенского и осудил донатистов. Затем он был приглашён на Арелатский собор, но умер до того, как он был проведён.

## Наследие
Liber Pontificalis, составляемый с V века, приписывал введение нескольких более поздних канонов Мильтиаду, в том числе, обычай не поститься по четвергам и воскресеньям.
В XIII веке праздник Святого Мельхиада (как он тогда именовался) был включён, с ошибочной формулировкой «мученик», в «Главный римский календарь» с празднованием 10 декабря. В 1969 году он был вычеркнут из обязательных праздников, и его праздник был перенесён на день его смерти, 10 января, а его имя стало обозначаться как «Мильтиад» и без формулировки «мученик».